# Jarzębinogrusza
Jarzębinogrusza inaczej jarzębogrusza (×Pyraria irregularis) – mieszaniec międzyrodzajowy drzew z rodziny różowatych. Jarzębinogrusza jest prawdopodobnie spontanicznym mieszańcem gruszy pospolitej i jarzębu mącznego znalezionym przed 1610 rokiem i od tego czasu rozmnażanym wegetatywnie.

## Synonimy
Jarzębinogrusza opisywana była przez botaników pod różnymi nazwami łacińskimi i ma wiele synonimów, m.in.: Azarolus pollvilleriana Borkh., Lazarolus pollveria Medik., Pyrus bollwylleriana DC., Pyrus irregularis Münchh., Pyrus malifolia Spach, Pyrus pollveria L., Pyrus pollvilla C. C. Gmel., Pyrus pollwilleriana J. Bauhin ex Decne., Pyrus tomentosa Moench, × Sorbopyrus irregularis (Münchh.) C.A.Wimm., ×Sorbopyrus auricularis var. bulbiformis (Tat.) C. K. Schneid., ×Sorbopyrus malifolia (Spach) C. K. Schneid. ex Bean.

## Morfologia
PokrójDrzewo pokrojem przypomina gruszę.
LiściePojedyncze.
KwiatyKwiaty białe, zebrane w baldachogrona. Kwitnienie rozpoczyna się w połowie maja.
OwoceOwoce przypominają małe, spłaszczone owoce gruszy, około 2–3 cm średnicy (owoce odmiany 'Bulbiformis' osiągają 5 cm średnicy). Szypułki owoców długie. Skórka gruba, pokryta rumieńcem. Miąższ żółtawy, soczysty i słodki, smaczny. Owoce dojrzewają na przełomie września i października. Dojrzałe owoce są uszkadzane przez osy.

## Wymagania
Wymagania glebowe są zależne od rodzaju zastosowanej podkładki. Jednakże w większości gatunek preferuje gleby lekkie, próchniczne. Gatunek wytrzymały na mróz.

## Zastosowanie
Owoce jarzębinogruszy nadają się do sporządzania kompotów, marynat w occie, ale również innych przetworów. Do upraw w przydomowych ogrodach najlepiej stosować podkładkę pigwy, co ogranicza nadmierny rozrost drzewa (szczepiona na gruszy wyrasta w bardzo wysokie drzewo).